# Henri Theil
Henri Theil (Amsterdam, 31 oktober 1924 - Jacksonville (Florida), 20 augustus 2000) was een Nederlandse econometrist. 
Hij studeerde af aan de Universiteit van Amsterdam. Hij was de opvolger van Jan Tinbergen aan de Erasmus Universiteit Rotterdam. Later doceerde hij in Chicago en aan de Universiteit van Florida. Hij is het meest bekend voor zijn ontdekking van de 2-traps kleinste kwadraten. Deze schattingstechniek vereenvoudigde de schatting van simultane vergelijkingsmodellen van de economie sterk en kwam om die redenen in algemeen gebruik. Hij is ook bekend van de Theil-index, een entropiemaat, die behoort tot de klasse van de Kolm-indices en die in de econometrie als een ongelijkheidsindicator wordt gebruikt. Hij is ook verantwoordelijk voor de Theil–Sen-schatter voor robuuste regressie.

## Voetnoten
1. ↑  https://www.econometricsociety.org/society/organization-and-governance/fellows/memoriam; geraadpleegd op: 6 april 2023.
2. ↑  Fellows of the American Statistical Association database; geraadpleegd op: 10 juli 2021.
3. ↑  https://www.cavavub.be/nl/onderzoek/onderzoek-cava/vrije-universiteit-brussel/markante-figuren/eredoctoraten.
4. ↑  Kloek, Teun (2001). Obituary: Henri Theil, 1924–2000. Statistica Neerlandica 55 (3): 263–269. DOI: 10.1111/1467-9574.00169.
5. ↑  Cowell, Frank A. (2002, 2003): Theil, Inequality and the Structure of Income Distribution, London School of Economics and Political Sciences. Gearchiveerd op 15 maart 2022.

- Biblioteca Nacional de España: XX823530
- Bibliothèque nationale de France: cb12370535f (data)
- Biografisch Portaal: 58079657
- Catàleg d'autoritats de noms i títols de Catalunya: 981058515124206706
- CiNii: DA00581209
- Gemeinsame Normdatei: 123488400
- International Standard Name Identifier: 0000 0000 6302 3163
- Library of Congress Control Number: n79004058
- Nationale Bibliotheek van Letland: 000099594
- Mathematics Genealogy Project: 195446
- Bibliotheek van het Japanse parlement: 00458545
- Nationale Bibliotheek van Tsjechië: vse2012727814
- Nationale Bibliotheek van Israël: 987007275582005171
- Nederlandse Thesaurus van Auteursnamen: 068646445
- Système universitaire de documentation: 032731515
- Virtual International Authority File: 51768473
- WorldCat: E39PBJg8BKWfqfyHJ3JX97DDv3